# Trioza hawaiiensis
Trioza hawaiiensis är en insektsart som beskrevs av Crawford 1918. Trioza hawaiiensis ingår i släktet Trioza och familjen spetsbladloppor. Inga underarter finns listade i Catalogue of Life.